# Oldendorf (Luhe)
Oldendorf (Luhe) è un comune di 1.012 abitanti della Bassa Sassonia, in Germania.
Appartiene al circondario (Landkreis) di Luneburgo (targa LG) ed è parte della comunità amministrativa (Samtgemeinde) di Amelinghausen.
Nei pressi del suo territorio è presente l'Oldendorfer Totenstatt, un sito archeologico di epoca preistorica ben conservato e risalente al Neolitico.